# Sorin Antohi
Sorin Antohi (n. 20 august 1957, Târgu Ocna) este un istoric al ideilor, eseist, traducător și editor român.

## Educație și activitate profesională
A absolvit Facultatea de Filologie a Universității din Iași. A fost membru fondator al Grupului pentru Dialog Social (GDS), membru al prezidiului International Committee of Historical Sciences. A fost profesor de istorie la Central European University (CEU), Budapesta, unde conducea Departamentul de Istorie și Pasts, Inc. Center for Historical Studies. A fost membru în comitetul director al Fundației Soros.
A colaborat cu Securitatea sub numele de cod "Valentin".
Sorin Antohi a făcut parte din Comisia Prezidențială pentru analiza dictaturii comuniste din România condusă de Vladimir Tismăneanu până în mai 2006. Antohi și Tismăneanu au fost editori ai revistei academice americane East European Politics and Societies.
Ca istoric al ideilor, Sorin Antohi s-a distins prin comentariile extinse la opera lui Ioan Petru Culianu, disident originar din Iași, devenit ulterior profesor la Universitatea din Chicago.
Este fondator al Institutului privat de Studii Interculturale "Orbis Tertius" (București), institut despre care Cotidianul afirma în 2008 că nu există. Există însă Asociația „Orbis Tertius” / „A treia lume”, singura persoană juridică fără scop patrimonial din România al cărei nume conține cuvintele „Orbis Tertius”.

## Teze intelectuale
În volumul Războaie culturale (2007) Sorin Antohi abordează polemic șase teme: „Școala” de la Păltiniș, istoria intelectuala recentă a liberalismului, raporturile dintre istorie, memorie, ficțiune și ideologie, comunitarismul ca utopie, atracția intelectualilor față de tiranie și criza spiritului american. Pornind de la cărțile și ideile altora, autorul le analizează în detaliu substanța, contextele de emergență și receptare, oferind cititorului o perspectiva critică asupra unor „războaie culturale” din România și din lumea de astăzi. Arhivat în 7 ianuarie 2008, la Wayback Machine.

## Controverse
În septembrie 2006 Antohi a trimis ziarului bucureștean „Cotidianul” o scrisoare prin care recunoștea că a colaborat cu Securitatea, cu câteva zile înainte de a fi deconspirat de presa românească. Conform propriilor mărturisiri, Antohi a semnat angajamentul de colaborare cu poliția politică în anul 1976, pe când era în ultimul an de liceu, continuând să furnizeze rapoarte periodice despre colegi, prieteni și cunoscuți de-a lungul câtorva ani buni. Dosarul său de colaborare a ajuns la CNSAS în anul 2002, dar Colegiul nu a făcut publică sentința de colaborare cu poliția politică.
Tot în anul 2006, în luna octombrie, după ce Ziarul de Iași a afirmat că Sorin Antohi nu a obținut titlul de doctor la Universitatea din Iași, deși acesta susținea că îl are încă din 1995 , a demisionat din toate funcțiile academice. Tot atunci s-au ridicat semne de întrebare privind activitatea sa academică, atunci când s-a descoperit că unele dintre titlurile de cărți pe care Antohi le includea în CV și pe website-ul său nu fuseseră niciodată scrise sau publicate.
În perioada octombrie 2006-octombrie 2007, Sorin Antohi s-a retras din viața publică din România. A revenit în dezbaterea culturală printr-o conferință despre "Cultura înaltă și celelalte culturi." În luna iulie 2008, Antohi a fost co-directorul unei Școli de vară organizată de ICR-Berlin, la care au participat numeroși cercetători de prestigiu internațional (Jörn Rüsen, Jürgen Kocka, Moshe Idel, Armin Heinen, Stefan Troebst, Violeta Barbu, Klaus Bochmann, Dietmar Müller, Anke Pfeifer, Vasile Dumbrava, Andrei Corbea-Hoișie). Prezența foștilor informatori Antohi și Hoișie a fost vehement contestată de Herta Müller și alți dizidenți anti-comuniști.

## Cărți publicate
- Utopica. Studii asupra imaginarului social, București, Editura Științifică, 1991, 280 pp. ed. a II a, revăzută, Cluj: Ideea, 2004.
- Civitas imaginalis. Istorie și utopie în cultura română, București, Editura Litera, 1994; ediția a doua revăzută, Iași, Ed. Polirom, 1999.
- Exercițiul distanței. Discursuri, societăți, metode București, Nemira, 1997, 336 pp. ed II, 1998. Premiul pentru cea mai buna cartea româneasca în 1997.
- Imaginaire culturel et réalité politique dans la Roumanie moderne. Le stigmate et l'utopie Traduit du roumain par Claude Karnoouh avec la collaboration de Mona Antohi. Paris-Montréal: L'Harmattan, 1999, 305 pp.
- Mai avem un viitor? România la început de mileniu. Dialog cu Mihai Șora, Iași, Ed. Polirom, 2001, 196 pp.
- Al treilea discurs. Cultură, ideologie și politică în România (Adrian Marino în dialog cu Sorin Antohi), Iași, Ed. Polirom, 2001.
- Oglinzi retrovizoare. Istorie, memorie și morală în România ("Rearview Mirrors. History, Memory, and Morals in Romania"—in Romanian). Dialog cu Alexandru Zub, Iași, Editura Polirom, 2002, 214 pp.
- Ceea ce ne unește. Istorii, biografii, idei (Moshe Idel în dialog cu Sorin Antohi), Iași, Editura Polirom, 2006 [10]
- Războaie culturale. Idei, intelectuali, spirit public, Iași, Ed. Polirom, 2007.

## Editor, coordonator, traducător (alături de Mona Antohi)
- 2007, Narratives Unbound. Historical Studies in Post-Communist Eastern Europe". New York-Budapest: CEU *Press.
- 2003, Geografii simbolice, Caietele Echinox. Cluj: Dacia, 296 pp. coautor cu Corin Braga.
- 2003, Ioan Petru Culianu. Omul și opera, Iași, Editura Polirom, 653 pp.
- 2002, Ioan Petru Culianu, Jocurile minții. Istoria ideilor, teoria culturii, epistemologie, pp. 8–81, Iași, Editura Polirom. 368 pp.
- 2001, Religion, Fiction, and History. Essays in Memory of Ioan Petru Culianu. Bucharest: Nemira. 2 vols (415 + 590 pp.).
- 2000, Between Past and Future. The Revolutions of 1989 and their Aftermath. Budapest: CEU Press. coeditor Vladimir Tismaneanu. 414 pp.
- 1997, Dialog și libertate. Eseuri în onoarea lui Mihai Șora, coeditor Aurelian Crăiuțu. București, ed. Nemira. 332 pp.